# 1999 في السعودية
تحتوي هذه المقالة على أهم الأحداث التي شهدتها السعودية في 1999، إضافة إلى أهم الشخصيات السعودية التي وُلدت أو تُوفيت في هذه السنة.

## السياسة

### الحكم
- الملك: فهد بن عبد العزيز آل سعود

### تعيينات
- تعيين الشيخ عبدالعزيز بن عبدالله آل الشيخ مفتياً عاما للمملكة العربية السعودية ورئيساً لهيئة كبار العلماء وادارة البحوث والافتاء.
- تعيين رئيس مدينة الملك عبدالعزيز للعلوم والتقنية الدكتور صالح بن عبدالرحمن العذل بمرتبة وزير.
- تعيين ابراهيم بن عبدالرحمن الطاسان رئيسا للشئون الخاصة لسمو ولي العهد بمرتبة وزير.
- تعيين الدكتور عبدالرحمن بن عبدالعزيز بن عبدالله التويجري امينا عام للمجلس الاقتصادي الاعلى بالمرتبة الممتازة.
- تعيين الأمير سلطان بن فهد بن عبد العزيز آل سعود رئيسا عاما لرعاية الشباب بمرتبة وزير.
- تعيين الأمير نواف بن فيصل بن فهد بن عبد العزيز آل سعود نائبا للرئيس العام لرعاية الشباب بمرتبة وزير.
- تعيين الأمير عبد الرحمن بن ناصر بن عبد العزيز آل سعود محافظًا للدرعية .

## أحداث
- إنشاء جامعة عفت أول جامعة أهلية للبنات في السعودية.
- إنشاء مطار الملك فهد الدولي أكبر مطار في العالم.
- تشكيل المجلس الاقتصادي الاعلى. [1]
- تسلمت جمعية الهلال الاحمر التركي كمية من المواد الغذائية ومساعدة اغاثية من المملكة على رحلتين متتابعتين بلغت 127,502 طنا للمساعدة في اغاثة منكوبي الزلزال الذي ضرب عددا من المدن التركية.[1]
- حصل منتخب المملكة الاول لكرة السلة على المركز الثالث وميدالية برونزية في البطولة الآسيوية العشرين لكرة السلة والتي اختتمت باليابان .[1]
- وجه صاحب السمو الملكي الامير عبدالله بن عبدالعزيز نائب خادم الحرمين الشريفين بارسال طائرتي شحن محملتين بالخيام والاغذية والبسط والبطانيات الى اليونان مساهمة من المملكة على مواجهة الاضرار التي نتجت عن الزلزال الذي تعرضت له.[1]
- عقد اصحاب السمو والمعالي وزراء الخارجية بدولة مجلس التعاون لدول الخليج العربية اعمال الدورة الثانية والسبعين للمجلس الوزاري بقصر المؤتمرات بجدة.[1]
- انتخب رئيس قسم جراحة القلب في مركز الامير سلطان لمعالجة امراض وجراحة القلب للقوات المسلحة الدكتور محمد بن راشد الفقيه نائبا لرئيس الجمعية العالمية لجراحة القلب والاوعية الدموية وذلك خلال الاجتماع الاخير للجمعية في مدينة لندن الذي حضره قرابة 1000 عضو من اعضائها الجراحين المختصين.[1]
- افتتاح مسجد التوحيد بلندن بحضور شخصيات اسلامية من مختلف العالم الاسلامي وكان خادم الحرمين الشريفين الملك فهد بن عبدالعزيز آل سعود اهتم باقامة مسجد التوحيد وتبرع له بما يقارب خمسة ملايين ريال.[1]
- حقق المنتخب السعودي لكرة الطائرة أ بطولة مجلس التعاون لدول الخليج العربية الثانية للكرة الطائرة الشاطئية اثر فوزه على نظيره البحريني ب بنتيجة 7/12 و 2/12 والتي اقيمت بينهما بشاطىء القرم بمسقط.[1]
- حققت منتخبات المملكة لكرة الطاولة بطولة مجلس التعاون لدول الخليج العربية التاسعة والتي اختتمت بدبي بدولة الامارات العربية المتحدة.[1]
- افتتاح مشروع مياه البكيرية والخبراء ورياض الخبراء بمنطقة القصيم.[1]
- افتتاح جامعة مدينة سانسكى موست الذي قامت ببنائه الهيئة العليا لجمع التبرعات لمسلمي البوسنة والهرسك بتعليمات من صاحب السمو الملكي الامير سلمان بن عبدالعزيز امير منطقة الرياض ورئيس الهيئة ويتسع الجامع لاكثر من 1200 مصلي وتعلوه منارتان تعدان ارفع ما في البلقان بأكمله.[1]
- وصل الى الرياض اصحاب السمو والمعالي وزراء البترول بدول مجلس التعاون لدول الخليج العربية وذلك للمشاركة في الاجتماع الثاني والعشرين للجنة الوزارية للتعاون البترولي بدول المجلس.[1]

### يناير
- 22: البدء باحتفال 100 عام على تأسيسها على يد مؤسسها الملك عبدالعزيز آل سعود.[2]

### مايو
- 5: الأمير سلطان بن عبد العزيز يصل إلى طهران في زيارة رسمية لجمهورية إيران الإسلامية.[2]
- 15: زيارة الرئيس سيد محمد خاتمي رئيس الجمهورية الإسلامية الإيرانية إلى المملكة العربية السعودية ويستقبله الملك فهد بن عبد العزيز لإجراء مباحثات سعودية إيرانية.[2]

### يونيو
- 14: صدور أمر ملكي بانشاء وزارة الخدمة المدنية (السعودية) لتحل محل الديوان العام للخدمة المدنية.[3]

### يوليو
- 28: حريق القديح.

### سبتمبر
- 24: غادرت مطار الملك خالد الدولي بالرياض طائرة الشحن السعودية الثانية تحمل على متنها كميات من مواد الاغاثة زنتها 42091 كيلو جرام مكونة من خيام وبسط وبطانيات مساهمة من المملكة في مواجهة الاضرار التي نتجت عن الزلزال الذي تعرضت له اليونان.[1]
- 25: ادى فخامة الرئيس البوسني علي عزت بيجوفيتش مناسك العمرة.[1]
- 27: بدأت جمعية الهلال الاحمر السعودي الاشراف المباشر على تقديم المساعدات الانسانية التي قدمتها المملكة لشعب تركيا الصديق حيث تم شحن 10 حاويات من المواد الغذائية والادوية والمستلزمات الطبية والحافظات والبطانيات والكراسي الخاصة بالمعاقين بتكلفة تقديرية تبلغ حوالي 2 مليون ريال.[1]
- 28: وجه نائب خادم الحرمين الشريفين صاحب السمو الملكي الامير عبدالله بن عبدالعزيز بإرسال شحنات عاجلة من الامصال المتخصصة لمعادلة سموم العقارب من منتجات المركز الوطني لانتاج الامصال واللقاحات بالحرس الوطني الى السودان الشقيق لانقاذ متضرري السيول ممن تعرضوا للدغات العقارب.[1]
- 28: إقامة ندوة الامن الشامل في المملكة العربية السعودية رؤية عصرية وتجربة عملية التي ينظمها النادي الادبي بحائل وذلك بالمركز الثقافي بحائل.[1]
- 29: قدمت حكومة خادم الحرمين الشريفين مساعدات اغاثة عاجلة للمسلمين المتضررين من جراء الاعصار الذي ضرب منطقة الكيب بجنوب افريقيا ونتج عنه اضرار كبيرة وتشريد للسكان اغلبهم من المسلمين.
- 30 : صدر التوجيه السامي الكريم بان تقدم المملكة العربية السعودية ممثلة بوزارة الصحة تبرعا للمملكة الاردنية الهاشمية الشقيقة عبارة عن مائة الف جرعة من لقاح الحمى الشوكية التهاب السحايا بالمكورات السحانية .[1]

### أكتوبر
- 3: وقع حادث لاحدى طائرات الهليكوبتر التابع لشركة ارامكو السعودية وهي تقل عشرين موظفا من موظفي الشركة وذلك بعد اقلاعها من منصة معمل فرز الغاز عن الزيت في حقل ابو سعفه متجهة الى رأس تنورة ونتج عن هذا الحادث المؤسف وفاة 12 شخصا من موظفي الشركة بمن فيهم الطيار ومساعده احد عشر منهم سعوديون وبريطاني واحد بينما نجا ثمانية اشخاص سبعة منهم سعوديون وكندي واحد.[1]
- 4 : حقق نادي الشباب كأس البطولة الخامسة عشرة للاندية ابطال الدوري على كأس الامير فيصل بن فهد بعد فوزه على فريق الجيش السوري بهدفين مقابل لا شيء.[1]
- 4: بدأت اعمال مؤتمر التعليم والامن في الوطن العربي الذي ينظمه مركز الدراسات والبحوث بأكاديمية نايف العربية للعلوم الامنية ويشارك فيه اكثر من 130 من الاكاديميين والخبراء العرب.[1]
- 6: صاحب السمو الملكي الامير مشعل بن سعود بن عبدالعزيز امير منطقة نجران يفتتح ندوة امراض العيون الشائعة,, التشخيص والعلاج وذلك بمركز التدريب والتعليم المستمر بمستشفى الملك خالد بنجران.
- 8: سمو الشيخ حمد بن عيسى آل خليفة امير دولة البحرين يصل الى الرياض في زيارة للمملكة.[1]
- 11: اقرت الجمعية العمومية للاتحاد العربي للالعاب الرياضية في اجتماعها الطارىء بالقاهرة اختيار صاحب السمو الملكي الامير سلطان بن فهد بن عبدالعزيز الرئيس العام لرعاية الشباب رئيسا للاتحاد العربي للالعاب الرياضية بأغلبية الاصوات بناء على توصية المكتب التنفيذي.[1]
- 12: قلد سمو الشيخ جابر الاحمد الصباح امير دولة الكويت سمو الامير بندر بن سلطان بن عبدالعزيز وسام الكويت ذا الوشاح من الدرجة الممتازة تقديرا لجهود سموه المميزة في الدفاع عن قضايا الكويت في المجالات العربية الدولية.[1]
- 13: صدرت موافقة سمو الامير عبدالله بن عبدالعزيز على انضمام المملكة الى المركز الدولي لصون وترميم التراث الثقافي ايكروم وهو احد المراكز الدولية الحكومية التابعة لمنظمة اليونسكو ومقره روما في ايطاليا.
- 13: حققت الهيئة السعودية للمياه جائزة منظمة التحلية العالمية لعام 1999م من خلال تقديم افضل ورقة بحثيه في مجال التحيلة الحرارية لمؤتمر منظمة التحلية العالمي المنعقد بالولايات المتحدة الامريكية.[1]
- 21: اتفقت المملكة العربية السعودية والجمهورية الفلبينية على تشكيل جمعية للصداقة البرلمانية بينهما جاء ذلك في بيان صحفي مشترك صدر في ختام الزيارة الرسمية التي قام بها رئيس مجلس النواب الفلبيني مانويل فيلار للمملكة العربية السعودية.
- 22: وقع معالي وزير الزراعة والمياه الدكتور عبدالله بن عبدالعزيز بن معمر في مكتبه بالوزارة عقدي توريد وتركيب خط النقل الرئيسي مع كامل ملحقاته لنقل المياه من وادي عروه الى منطقة الباحة والذين يمثلان المرحلة الاولى من المشروع وذلك بقيمة اجمالية تقارب 90 مليون ريال ويبلغ اجمالي طول خط نقل المياه 102,5 كيلو متر بقطر 600 ملم من الحديد الدكتايل.[1]
- 23: افتتاح مركز الملك عبدالعزيز لامراض وجراحة الكلى والمسالك البولية بالمدينة المنورة.
- 24: قدمت حكومة خادم الحرمين الشريفين الملك فهد بن عبدالعزيز آل سعود دعما ماليا للمركز الاسلامي في واشنطن يمثل القسط الاول من ميزانية المركز للعام المالي 1419/1420هـ.[1]
- 24: قامت هيئة الاغاثة الاسلامية العالمية بالمملكة العربية السعودية بتقديم المساعدات الغذائية للمهاجرين في كشمير تمثلت في كميات كبيرة من الدقيق والارز والسمن استفاد منها 1600 شخص.[1]
- 25: افتتاح مشروع محطتي التحلية وتوليد الطاقة الكهربائية ونظام نقل المياه المحلاة الى منطقة المدينة المنورة المرحلة الثانية . [1]
- 26: افتتاح مصنع اسمنت ينبع الجديد.
- 26: قدمت المملكة العربية السعودية دعما ماليا لمركز الابحاث في كرور بولاية البنجاب في باكستان في اطار المساعدات المالية التي تقدمها المملكة لعدد من المؤسسات الاسلامية في الخارج.
- 27: احرز مهاجم المنتخب السعودي الاول لكرة القدم ونادي الوحدة بمكة المكرمة عبيد الدوسري جائزة لقب هداف العرب التي تنظمها مجلة الوطن الرياضية اللبنانية برصيد 20 هدفا سجلها في 22 مباراة.

### نوفمبر
- 1: فخامة الرئيس جيانغ زيمين رئيس جمهورية الصين الشعبية يصل الرياض في زيارة رسمية للمملكة العربية السعودية وكان خادم الحرمين الشريفين الملك فهد بن عبدالعزيز في استقبال فخامته في مطار الملك خالد الدولي.
- 1: قدمت المملكة تبرعا ماليا للاتحاد الرياضي للتضامن الاسلامي التابع لمنظمة المؤتمر الاسلامي يمثل القسط الاول من تبرع مقرر للاتحاد.
- 7: إقامة المعرض العاشر للصناعات الوطنية والكهرباء المقام بمركز معارض الرياض.
- 7: افتتاح كلية الامير سلطان للعلوم السياحية والفندقة في أبها .
- 8: غادرت ميناء جدة الاسلامي الباخرة الاغاثية الثانية للجنة السعودية المشتركة لاغاثة شعب كوسوفا وهي تحمل على متنها 500 طن سماد و 30 حاوية تتضمن بطانيات وملابس وكتب ومسلتزمات طبية ومواد غذائية.
- 27 انطلاق مؤتمر القمة الخليجية 20.[4]

## وفيات

### مايو
- 13: عبد العزيز بن باز، مفتي عام للمملكة العربية السعودية.

### أغسطس
- 21: فيصل بن فهد بن عبد العزيز آل سعود، الرئيس العام لرعاية الشباب.

### أكتوبر
- كمال أدهم، رئيس المخابرات العامة السعودية الأسبق.
- نواف بن سعود بن عبد العزيز آل سعود، أحد أبناء الملك سعود.